# Севастова, Анастасия
Анастасия Севастова (латыш. Anastasija Sevastova; род. 13 апреля 1990, Лиепая, СССР) — латвийская теннисистка; полуфиналистка одного турнира Большого шлема в одиночном разряде (Открытый чемпионат США-2018); победительница четырёх турниров WTA в одиночном разряде.

## Общая информация
Начала заниматься теннисом в шесть лет. На корте предпочитает вести атакующие действия у задней линии; своим любимым ударом считает бэкхэнд. Кумирами в мире тенниса в детстве были Штеффи Граф и Андре Агасси.
Мать Анастасии — Диана Голованова — учительница английского языка.
Севастову периодически мучают врождённые проблемы с ногами, из-за чего она вынуждена носить специальную обувь.
В феврале 2022 года объявила о приостановке игровой карьеры на неопределённый срок. В декабре того же года теннисистка стала матерью; у неё родилась дочь — Александра.

## Спортивная карьера

### Начало карьеры

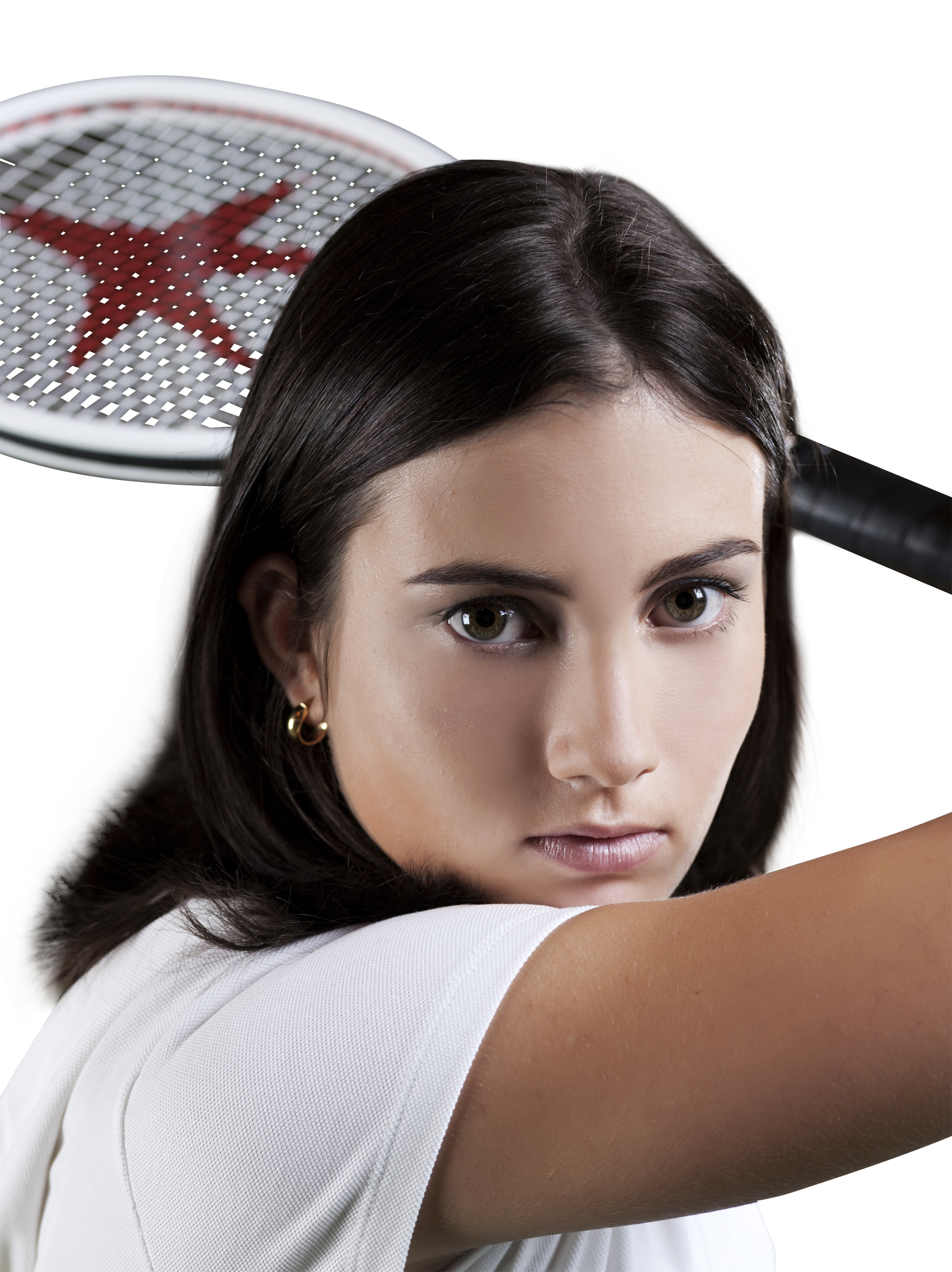
Севастова в 2009 году

Анастасия впервые попробовала себя в протуре в апреле 2005 года, сыграв за сборную страны в Кубке Федерации уже вскоре после своего пятнадцатого дня рождения. Несколько месяцев спустя — в июле — латвийская спортсменка впервые сыграла квалификацию на небольшой турнир из цикла ITF в Германии. Путь к первому финалу на этом уровне занял год — летом 2006 года Севастова трижды добралась до титульных матчей на грунтовых 10-тысячниках, выиграв два титула. В мае 2007 года была одержана первая победа над игроком топ-200 — на пути к финалу на турнире в Анталии переиграна Виржини Пише из Франции. А парой недель позже удалось впервые обыграть игрока топ-100 — на дебютном турнире WTA в Стамбуле была переиграна 99-я ракетка мира Анастасия Екимова из Беларуси. В 2008 году Севастова смогла выиграть три 25-тысячника ITF. В июне она дебютировала в квалификацию на турнир серии Большого шлема, однако при отборе на Уимблдон не удалось выиграть и матча. В конце августа латвийская спортсменка впервые добралась до титульного матча на парных соревнованиях: вместе с Ленкой Винеровой удалось победить на 25-тысячнике в Катовице.
В мае 2009 года Севастова победила на крупном турнире цикла ITF в Йоханнесбурге. Тремя неделями позже состоялся дебют в основной сетке турнира Большого шлема — пройдя квалификацию на Открытый чемпионат Франции, Анастасия оступилась в первом раунде на 62-й ракетке мира Мелинде Цинк из Венгрии. В июне она также смогла пройти квалификацию и на Уимблдонский турнир. В июле Севастова впервые в карьере поднялась в первую сотню мирового рейтинга и на Открытом чемпионате США она уже сыграла в основной сетке без необходимости играть квалификацию. Здесь она завоевала первую победу в основе турнира Большого шлема, переиграв на старте 90-ю ракетку мира Тамарин Танасугарн из Таиланда, после чего впервые сыграла с игроком топ-10 — у Светланы Кузнецовой удалось взять шесть геймов за два сета. Вскоре состоялась первая победа над игроком топ-25 одиночного рейтинга. Во втором круге турнира в Гуанчжоу переиграна Анабель Медина Гарригес из Испании. Сезон удалось закончить на итоговой 83-й строчке одиночного рейтинга.

### 2010—2011 (первый титул WTA)
В марте 2010 года Севастова одержала первую победу над теннисисткой из топ-10 — в первом круге турнира в мексиканском Монтеррее переиграна 9-я ракетка мира Елена Янкович. Несколькими днями спустя Анастасия улучшила и своё достижение на турнирах WTA, пройдя в полуфинал, где проиграла Анастасии Павлюченковой. По завершении турнира она стала 63-й в мире. Затем латвийская спортсменка дошла до третьего круга в Индиан-Уэллсе (уступив Вере Звонарёвой). Европейский грунтовый сезон начался на 100-тысячнике во французском Кань-сюр-Мер — в 1/4 финала Севастову остановила будущая победительница Кайя Канепи. А затем был первый крупный успех в одиночной карьере — на турнире в португальском Оэйраше Анастасия, обыгрыв Агнеш Савай и Пэн Шуай, добралась до финала, где в матче с Аранчей Паррой Сантонхой завоёвывала главный приз соревнований. В одиночном рейтинге она поднялась в топ-60. Перед Ролан Гаррос латвийская теннисистка отметилась четвертьфиналом в Страсбурге, уступив будущей финалистке Кристине Барруа. До северо-американского сезона на харде удалось отметиться двумя четвертьфиналами — в Будапеште и Бадгастайне. Главный успех дальнейшего отрезка сезона пришёлся на турнир в Пекине. Анастасия, начав турнир с квалификации, прошла Доминику Цибулкову и Саманту Стосур (№ 8 мире на тот момент) и добралась до четвертьфинала. Год завершила на 45-й строчке одиночного рейтинга.
Вплоть до 2011 года, почти каждый сезон Анастасия играла за сборную в Кубке Федерации, проведя в турнире 23 матча и одержав в них 15 побед, а латвийская команда, до того балансировавшая между второй и третьей группой своей региональной зоны турнира, смогла впервые за десять лет пробиться в элитную группу этой части приза.
Новый сезон начался в декабре 2010 года. Севастова, будучи второй сеяной, дошла до четвертьфинала соревнований младшей серии ITF в Дубае, где уступила Бояне Йовановски. В январе 2011 года она вышла в четвёртый раунд на Открытом чемпионате Австралии, обыграв Полону Херцог и Янину Викмайер и Весну Долонц. До конца хардового сезона представительница Латвии также записала на свой счёт четвертьфинал турнира в Монтеррее. В марте обострились проблемы со здоровьем, и Анастасия сократила свой календарь до минимума. До конца года она лишь дважды выиграла на одном турнире больше одного матча (1/4 финала в Далласе и Люксембурге). В рейтинге Севастова опустилась к границе первой и второй сотен, но так и не вылечилась полностью: на завершающем сезон турнире в Люксембурге обострились проблемы с бедром.

### 2012—2016 (травмы, уход и возобновление карьеры)

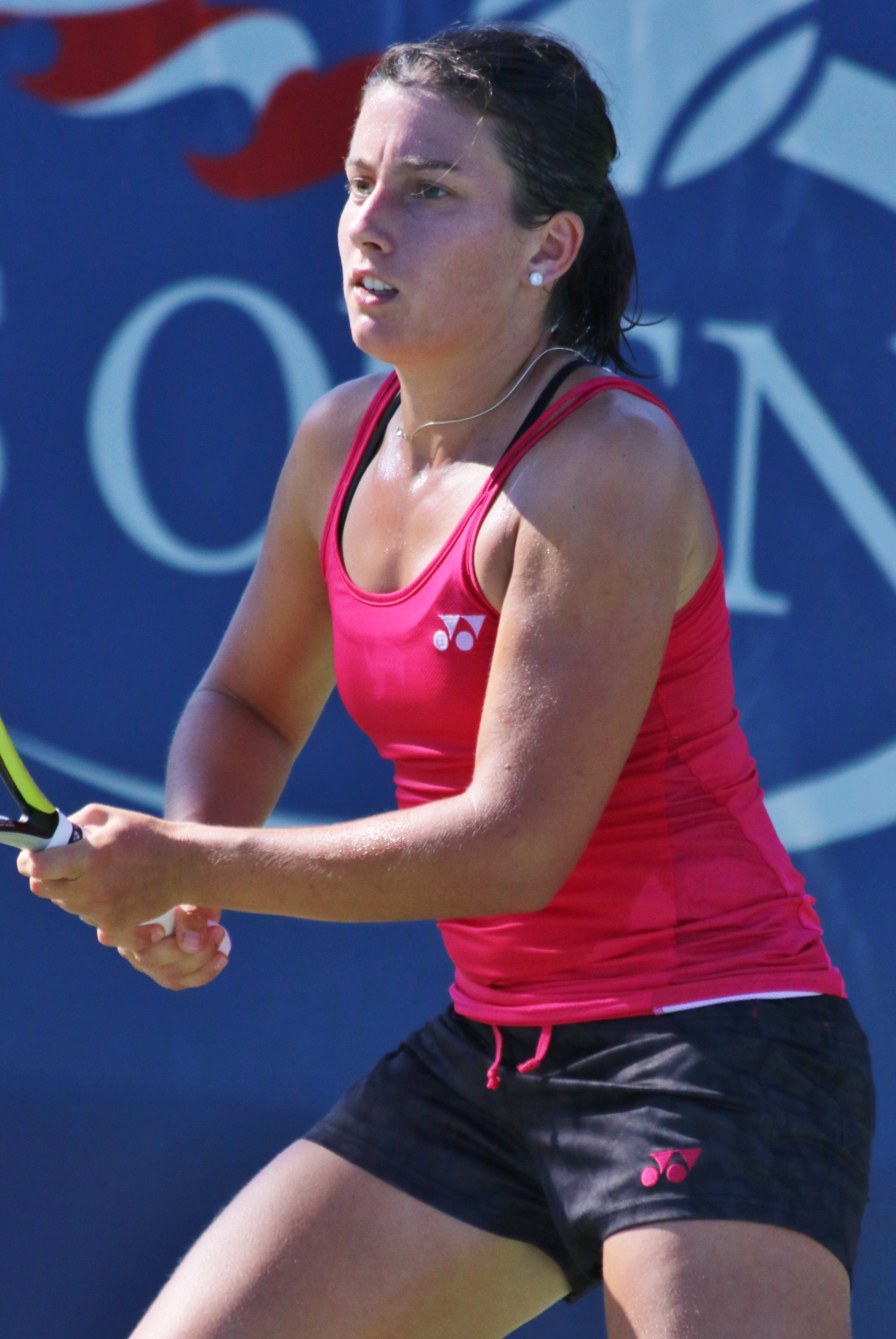
Севастова на Открытом чемпионате США 2016 года

В начале 2012 года Анастасия берёт паузу в карьере, пытаясь долечиться. Вернувшись в тур в конце апреля, она начала постепенно обретать игровые кондиции: в середине мая был добыт четвертьфинал 100-тысячника из цикла ITF в Праге (обыграны два игрока топ-100), затем после нескольких обострений травм Севастова добралась до финала 50-тысячника в Ферсмольде. Далее удалось сыграть ещё несколько турниров и подойти в неплохой форме к старту Открытого чемпионата США, где латвийская теннисистка добралась до финала квалификации, уступив Магдалене Рыбариковой, за несколько недель до того отметившейся титулом на соревновании WTA. Осенью 2012-го и в начале 2013 года вновь дают о себе знать различные травмы: Севастова играла не очень много и, как правило, проигрывала любым более-менее сильным соперницам. Локальный всплеск случился после выступления в Австралии на турнире в Паттайе, где Анастасия из квалификации вышла в четвертьфинал основы, попутно переиграв Хезер Уотсон. Подобные выступления не слишком устраивали прибалтийскую теннисистку; взяв в середине марта очередную паузу в играх, она в начале мая объявила о прекращении профессиональной карьеры.
В 2015 году после почти двухлетнего перерыва 24-летняя Севастова возобновила карьеру теннисистки. В конце января на первом же турнире (10-тысячник в Египте) Анастасии удалось одержать победу в одиночном и парном разрядах. К маю она выиграла четыре одиночных и три парных титула на соревнованиях младшей серии. В июле она поднялась в топ-200 и вышла в полуфинал турнира основного тура во Флорианополисе. В октябре, начав с квалификации, Севастова доиграла до четвертьфинала турнира Премьер-серии в Москве, где смогла обыграть 15-ю ракетку мира Каролину Плишкову во втором раунде.
На Открытом чемпионате Австралии 2016 года Севастова впервые за пять лет смогла отобраться через квалификацию в основную сетку, где она прошла во второй раунд. После этого она вернулась в топ-100 и вышла в четвертьфинал турнира на Тайване. Следующий раз в 1/4 финала она попала в апреле на турнире в Стамбуле. В мае Севастова смогла выйти в финал 100-тысячника из цикла ITF в Трнаве, а на Открытом чемпионате Франции прошла во второй раунд. В июне на травяном турнире на Мальорке спустя шесть лет вновь удалось выйти в финал WTA-тура. В полуфинале она обыграла 24-ю ракетку мира Елену Янкович (4:6, 6:1, 6:2), а в решающем матче уступила француженке Каролин Гарсии со счётом 3:6, 4:6. В июле Севастова сыграла ещё один финал на турнире в Бухаресте, в котором в сухую проиграла местной любимице Симоне Халеп. После этого она поднялась в топ-50. На Открытом чемпионате США Севастова впервые в карьере вышла в четвертьфинал на Большом шлеме. Во втором раунде ей удалось выбить с турнира третью ракетку мира Гарбинью Мугурусу (7:5, 6:4). В борьбе за полуфинал она проиграла Каролине Возняцки.

### 2017—2018 (полуфинал в США и топ-20)

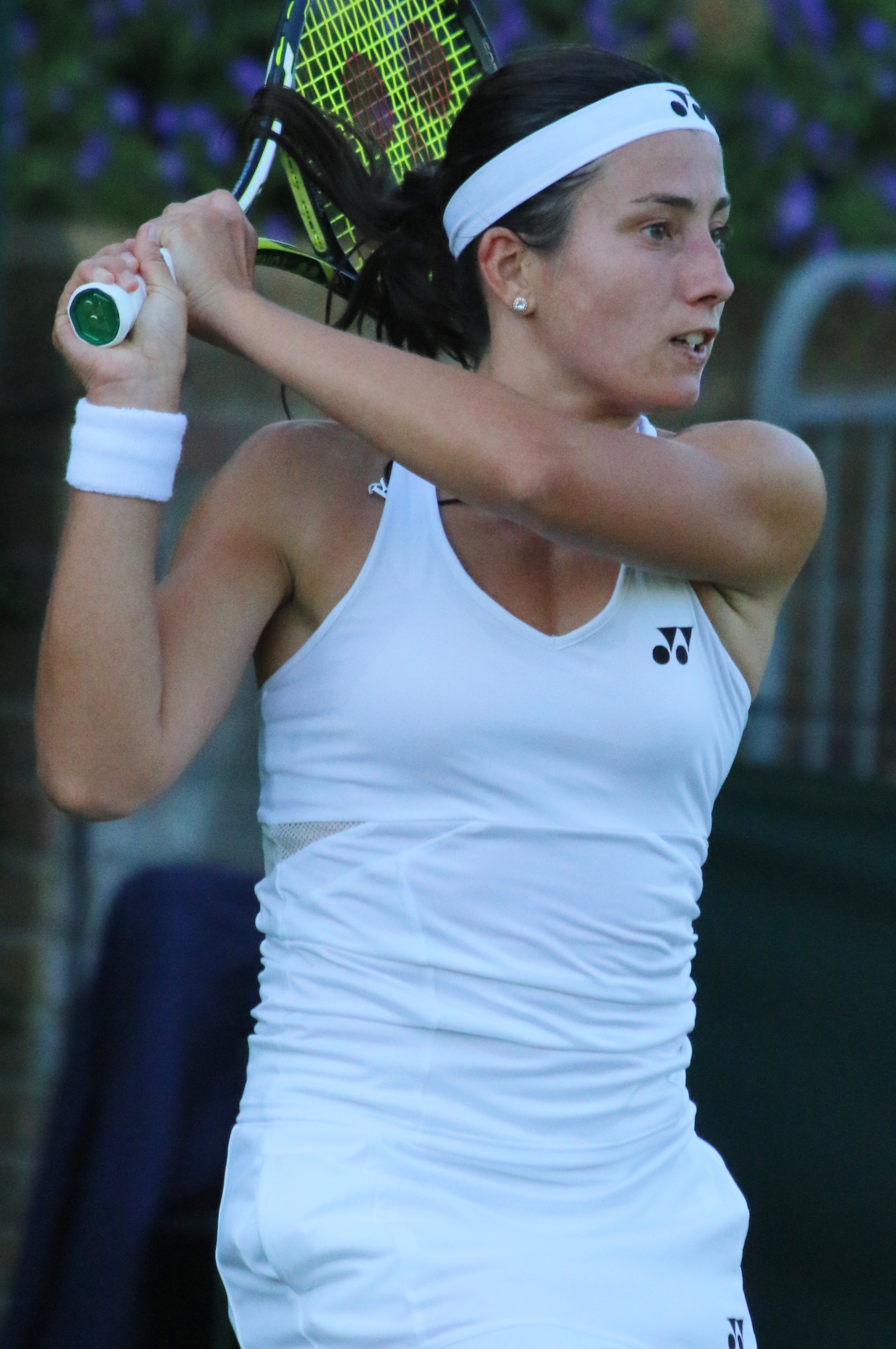
Севастова на Уимблдоне 2017 года

На Открытом чемпионате Австралии 2017 года Севаствова вышла в третий раунд. В феврале она хорошо выступила на турнире серии Премьер 5 в Дубае, где выиграла четыре матча и вышла в полуфинал. С началом грунтового отрезка сезона она вышла в четвертьфинал турнира в Чарлстоне. Затем на турнире в Штутгарте вновь сыграла в 1/4 финале, обыграв Саманту Стосур и № 7 в мире Гарбинью Мугурусу. В мае на премьер-турнире высшей категории в Мадриде во втором раунде удалось обыграть третью ракетку мира Каролину Плишкову (6:3, 6:3), а затем после побед над Ларой Арруабарреной и Кики Бертенс дошла до полуфинала. Этот результат позволил Севастовой впервые в карьере подняться в топ-20 мирового рейтинга. На Открытом чемпионате Франции она завершила выступления на стадии третьего раунда.
В июне 2017 года на траве турнира в Мальорке Севастова смогла завоевать свой второй титул в WTA-туре и первый с 2010 года. В полуфинале она выиграла у своей соперницы по прошлогоднему финалу Каролин Гарсии (6:4, 6:2), а в финале была обыграна немка Юлия Гёргес (6:4, 3:6, 6:3). Уимблдон после этого успеха завершился уже во втором раунде поражением от Хезер Уотсон. В июле Севастова дважды выходила в четвертьфинал грунтовых турниров в Бухаресте и Бостаде. На Открытом чемпионате США второй год подряд удалось доиграть до четвертьфинала, пройдя в четвёртом раунде Марию Шарапову. В концовке сезона Севастова сыграла на младшем итоговом турнире — Трофей элиты WTA, где смогла выйти в полуфинал, завершив сезон в статусе № 16 в мире.
2018 год стал самым успешным в карьере латвийской теннисистки. На старте сезона она вышла в полуфинал турнира в Брисбене, где уступила Александре Соснович из Беларуси со счётом 6:7, 4:6. На Открытом чемпионате Австралии Севастова, 14-я сеянная, во втором раунде проиграла россиянке Марии Шараповой. В апреле на Премьер-турнире в Чарлстоне Севастова смогла выйти в полуфинал. В июне она сыграла третий год подряд в финале турнира на Мальорке, где на этот раз проиграла Татьяне Мария из Германии. В июле Анастасия выиграла свой третий титул в туре, взяв его на турнире в Бухаресте, где в финале была обыграна Петра Мартич. Затем она сыграла в четвертьфинале турнира в Москве и приза серии Премьер 5 в Монреале.
На Открытом чемпионате США Севастова добилась высшего в карьере результата на турнирах Большого шлема. Анастасия была посеяна под 19-м номером и в четвёртом раунде обыграла седьмую сеянную Элину Свитолину (6:3, 1:6, 6:0). В четвертьфинале она разгромила прошлогоднюю чемпионку и третью сеянную Слоан Стивенс (6:2, 6:3). В полуфинале Анастасия проиграла Серене Уильямс (3:6, 0:6). В октябре она результативно сыграла на крупном турнире в Пекине. Обыграв в полуфинале недавнюю чемпионку Большого шлема в США — Наоми Осака (6:4, 6:4), Севастова впервые сыграла в финальном матче серии Премьер. В борьбе за титул она проиграла Каролине Возняцки — 3:6, 3:6. 15 октября Севастова поднялась на наивысшую позицию в рейтинге в карьере, заняв 11-ю строчку. На турнире в Москве она доиграла до полуфинала. Сезон она закончила 12-й в мире.

### 2019—2022 (приостановка карьеры)
На турнире в Брисбене 2019 года Севастова вышла в четвертьфинал. На Открытом чемпионате Австралии она дошла до четвёртого раунда, где уступила будущей победительнице турнира, японке Наоми Осаке в трёх сетах, хотя выиграла первый сет. В феврале выиграла два одиночных матча за Латвию на Кубке Федерации. В апреле на турнире в Штутгарте  дошла до четвертьфинала, где проиграла будущей победительнице турнира Петре Квитовой, хотя первый сет остался за Анастасией со счётом 6:2, но потом чешка вернулась в игру и взяла оба сета подряд: 6:2, 6:3. На Открытом чемпионате Франции в этом сезоне удалось обновить лучший результат для данного турнира, пройдя в четвёртый раунд.
В июне 2019 года Севастова вышла в полуфинал турнира на Мальорке. За четыре года проведения данного турнира она трижды играла в финале и минимум выходила в полуфинал, став самой результативной теннисисткой из всех кто выступал на Мальорке в одиночном разряде. Уимблдон завершился для неё во втором раунде. В июле Севастова выиграл четвёртый титул WTA в карьере, завоевав его на домашнем турнире в Юрмале. На Открытом чемпионате США, где Севастова до этого три года подряд доигрывала минимум до четвертьфинала, на этот раз закончила играть в третьем раунде, проиграв хорватке Петре Мартич в двух сетах.
Неполный сезон 2020 года Севастова провела неудачно. За весь год она сыграла семь турниров на которых выиграла только один матч. Однако в феврале 2020 года ей удалось в матче квалификации Кубка Билли Джин Кинг обыграть Серену Уильямс (7:6, 3:6, 7:6), но это не помогло Латвии и они проиграли американкам со счётом 2-3. В феврале 2021 года латвийская теннисистка вышла в четвертьфинал в Аделаиде. В марте на крупном турнире в Майами также удалось доиграть до четвертьфинала. Следующий четвертьфинал она сыграла в июне на траве в Истборне, а на Уимблдоне доиграла до третьего раунда. В июле Севастова впервые сыграла на Олимпийских играх, которые проводились в Токио, которые завершились для неё поражением в первом раунде от Фионы Ферро. После этого она сыграла до конца сезона на пяти турнирах, где смогла выиграть только один матч.
В 2022 году Севастова сыграла только на двух турнирах в начале года и последним для неё стал Открытый чемпионат Австралии, где она выбыла в первом же раунде. После этого она заявила о том, что приостанавливает спортивную карьеру по причине травм.

## Итоговое место в рейтинге WTA по годам
| Год  | Одиночный рейтинг | Парный рейтинг |
| 2024 | 372               | —              |
| 2023 | —                 | —              |
| 2022 | 677               | —              |
| 2021 | 70                | 654            |
| 2020 | 54                | 168            |
| 2019 | 27                | 150            |
| 2018 | 12                | 57             |
| 2017 | 16                | 86             |
| 2016 | 35                | 194            |
| 2015 | 110               | 284            |
| 2014 | —                 | —              |
| 2013 | —                 | —              |
| 2012 | 181               | —              |
| 2011 | 94                | 341            |
| 2010 | 45                | 208            |
| 2009 | 83                | 238            |
| 2008 | 194               | 472            |
| 2007 | 267               | —              |
| 2006 | 529               | —              |

## Выступления на турнирах

### Финалы турнировWTAв одиночном разряде (8)

#### Победы (4)
| Легенда:                    |
| --------------------------- |
| Турниры Большого шлема (0)* |
| Олимпиада (0)               |
| Итоговый турнир WTA (0)     |
| Premier Mandatory (0)       |
| Premier 5 (0)               |
| Premier (0)                 |
| International (4)           |

| Титулы по покрытиям | Титулы по месту проведения матчей турнира |
| ------------------- | ----------------------------------------- |
| Хард (0)*           | Зал (0)                                   |
| Грунт (3)           | Зал (0)                                   |
| Трава (1)           | Открытый воздух (4)                       |
| Ковёр (0)           | Открытый воздух (4)                       |

* количество побед в одиночном разряде.
| №  | Дата         | Турнир             | Покрытие | Соперница в финале    | Счёт        |
| 1. | 8 мая 2010   | Оэйраш, Португалия | Грунт    | Аранча Парра Сантонха | 6-2 7-5     |
| 2. | 25 июня 2017 | Мальорка, Испания  | Трава    | Юлия Гёргес           | 6-4 3-6 6-3 |
| 3. | 22 июля 2018 | Бухарест, Румыния  | Грунт    | Петра Мартич          | 7-6(4) 6-2  |
| 4. | 28 июля 2019 | Юрмала, Латвия     | Грунт    | Катажина Кава         | 3-6 7-5 6-4 |

#### Поражения (4)
| №  | Дата           | Турнир                | Покрытие | Соперница в финале | Счёт    |
| 1. | 19 июня 2016   | Мальорка, Испания     | Трава    | Каролин Гарсия     | 3-6 4-6 |
| 2. | 17 июля 2016   | Бухарест, Румыния     | Грунт    | Симона Халеп       | 0-6 0-6 |
| 3. | 24 июня 2018   | Мальорка, Испания (2) | Трава    | Татьяна Мария      | 4-6 5-7 |
| 4. | 7 октября 2018 | Пекин, Китай          | Хард     | Каролина Возняцки  | 3-6 3-6 |

### Финалы турнировITFв одиночном разряде (23)

#### Победы (13)
| Легенда:         |
| ---------------- |
| 100.000 USD (1)* |
| 75.000 USD (0)   |
| 50.000 USD (1+1) |
| 25.000 USD (7+1) |
| 10.000 USD (4+2) |

| Титулы по покрытиям | Титулы по месту проведения матчей турнира |
| ------------------- | ----------------------------------------- |
| Хард (7+2)*         | Зал (1+1)                                 |
| Грунт (6+2)         | Зал (1+1)                                 |
| Трава (0)           | Открытый воздух (12+3)                    |
| Ковёр (0)           | Открытый воздух (12+3)                    |

* количество побед в одиночном разряде + количество побед в парном разряде.
| №   | Дата            | Турнир                      | Покрытие   | Соперница в финале      | Счёт        |
| 1.  | 36 августа 2006 | Бад-Заульгау, Германия      | Грунт      | Йосипа Бек              | 6-1 6-0     |
| 2.  | 20 августа 2006 | Братислава, Словакия        | Грунт      | Клаудиа Маленовская     | 4-6 6-0 6-3 |
| 3.  | 23 марта 2008   | Ноида, Индия                | Хард       | Сунита Рао              | 6-2 6-1     |
| 4.  | 1 июня 2008     | Галатина, Италия            | Грунт      | Эстрелья Кабеса Кандела | 6-4 6-4     |
| 5.  | 27 июля 2008    | Ле-Контамин-Монжуа, Франция | Хард       | Агустина Лепоре         | 6-4 3-6 6-3 |
| 6.  | 29 марта 2009   | Ла Пальма, Испания          | Хард       | Кристина Кучова         | 4-6 6-1 6-1 |
| 7.  | 3 мая 2009      | Йоханнесбург, ЮАР           | Хард       | Ева Грдинова            | 6-2 6-2     |
| 8.  | 15 июля 2012    | Звевегем, Бельгия           | Грунт      | Чагла Бююкакчай         | 6-0 6-3     |
| 9.  | 5 августа 2012  | Трнава, Словакия            | Грунт      | Ана Савич               | Без игры    |
| 10. | 1 февраля 2015  | Шарм-эш-Шейх, Египет        | Хард       | Юки Танака              | 7-5 6-3     |
| 11. | 15 февраля 2015 | Трнава, Словакия            | Хард (зал) | Река-Луца Яни           | 6-1 7-6(3)  |
| 12. | 11 апреля 2015  | Ахмадабад, Индия            | Хард       | Анкита Райна            | 6-4 7-6(5)  |
| 13. | 3 мая 2015      | Висбаден, Германия          | Грунт      | Тереза Мартинцова       | 6-1 6-3     |

#### Поражения (10)
| №   | Дата            | Турнир                | Покрытие | Соперница в финале | Счёт           |
| 1.  | 16 июля 2006    | Гархинг, Германия     | Грунт    | Сандра Мартинович  | 7-6(5) 3-6 2-6 |
| 2.  | 13 мая 2007     | Анталья, Турция       | Хард     | Воислава Лукич     | 3-6 6-7(3)     |
| 3.  | 24 июня 2007    | Фонтанафредда, Италия | Грунт    | Анна Коженяк       | 5-7 0-6        |
| 4.  | 31 августа 2008 | Катовице, Польша      | Грунт    | Ленка Винерова     | 3-6 2-6        |
| 5.  | 7 сентября 2008 | Брно, Чехия           | Грунт    | Зузана Ондрашкова  | 4-6 6-3 2-6    |
| 6.  | 12 июля 2009    | Загреб, Хорватия      | Грунт    | Сандра Заглавова   | 1-6 6-7(4)     |
| 7.  | 8 июля 2012     | Ферсмольд, Германия   | Грунт    | Анника Бек         | 3-6 1-6        |
| 8.  | 17 мая 2015     | Ла-Марса, Тунис       | Грунт    | Ромина Опранди     | 3-6 3-6        |
| 9.  | 12 июля 2015    | Бурса, Турция         | Грунт    | Ипек Сойлу         | 5-7 6-3 1-6    |
| 10. | 15 мая 2016     | Трнава, Словакия      | Грунт    | Катерина Синякова  | 6-7(4) 7-5 0-6 |

### Финалы турнировWTAв парном разряде (1)

#### Поражения (1)
| №  | Дата         | Турнир            | Покрытие | Партнёрша     | Соперницы в финале          | Счёт     |
| 1. | 25 июня 2017 | Мальорка, Испания | Трава    | Елена Янкович | Мартина Хингис Чжань Юнжань | Без игры |

### Финалы турнировITFв парном разряде (6)

#### Победы (4)
| №  | Дата             | Турнир               | Покрытие   | Партнёрша        | Соперницы в финале                        | Счёт              |
| 1. | 30 августа 2008  | Катовице, Польша     | Грунт      | Ленка Винерова   | Каролина Косиньская Александра Росольская | 5-7 6-3 [10-3]    |
| 2. | 1 февраля 2015   | Шарм-эш-Шейх, Египет | Хард       | Мелани Клаффнер  | Каролин Роде-Мое Мидори Ямамото           | 6-4 6-4           |
| 3. | 15 февраля 2015  | Трнава, Словакия     | Хард (зал) | Анна Мария Хайль | Михаэла Гончова Ленка Юрикова             | 6-4 6-3           |
| 4. | 20 сентября 2015 | Сен-Мало, Франция    | Грунт      | Кристина Кучова  | Наталья Вихлянцева Мария Марфутина        | 6-7(1) 6-3 [10-5] |

#### Поражения (2)
| №  | Дата        | Турнир            | Покрытие | Партнёрша       | Соперницы в финале               | Счёт           |
| 1. | 3 мая 2009  | Йоханнесбург, ЮАР | Хард     | Кристина Кучова | Наоми Кавадей Леся Цуренко       | 2-6 6-2 [9-11] |
| 2. | 15 мая 2016 | Трнава, Словакия  | Грунт    | Евгения Родина  | Анна Калинская Тереза Мигаликова | 1-6 6-7(4)     |

## История выступлений на турнирах
По состоянию на 14 апреля 2025 года
Для того, чтобы предотвратить неразбериху и удваивание счета, информация в этой таблице корректируется только по окончании участия там данного игрока.
| Турнир                       | 2008  | 2009          | 2010          | 2011          | 2012  | 2013          | 2015          | 2016  | 2017          | 2018          | 2019          | 2020          | 2021          | 2022          | Итог   | В/П за карьеру |
| ---------------------------- | ----- | ------------- | ------------- | ------------- | ----- | ------------- | ------------- | ----- | ------------- | ------------- | ------------- | ------------- | ------------- | ------------- | ------ | -------------- |
| Турниры Большого шлема       |       |               |               |               |       |               |               |       |               |               |               |               |               |               |        |                |
| Открытый чемпионат Австралии | -     | К             | 1Р            | 4Р            | -     | К             | -             | 2Р    | 3Р            | 2Р            | 4Р            | 1Р            | 1Р            | 1Р            | 0 / 9  | 10-9           |
| Открытый чемпионат Франции   | -     | 1Р            | 1Р            | 1Р            | -     | -             | -             | 2Р    | 3Р            | 1Р            | 4Р            | -             | 1Р            | -             | 0 / 8  | 6-8            |
| Уимблдонский турнир          | К     | 1Р            | 1Р            | 1Р            | -     | -             | -             | 1Р    | 2Р            | 1Р            | 2Р            | НП            | 3Р            | -             | 0 / 8  | 4-8            |
| Открытый чемпионат США       | -     | 2Р            | 2Р            | 1Р            | К     | -             | К             | 1/4   | 1/4           | 1/2           | 3Р            | 2Р            | 1Р            | -             | 0 / 9  | 18-9           |
| Итог                         | 0 / 0 | 0 / 3         | 0 / 4         | 0 / 4         | 0 / 0 | 0 / 0         | 0 / 0         | 0 / 4 | 0 / 4         | 0 / 4         | 0 / 4         | 0 / 2         | 0 / 4         | 0 / 1         | 0 / 34 |                |
| В/П в сезоне                 | 0-0   | 1-3           | 1-4           | 3-4           | 0-0   | 0-0           | 0-0           | 6-4   | 9-4           | 6-4           | 9-4           | 1-2           | 2-4           | 0-1           |        | 38-34          |
| Итоговые турниры             |       |               |               |               |       |               |               |       |               |               |               |               |               |               |        |                |
| Трофей элиты                 | НП    | -             | -             | -             | -     | -             | -             | -     | 1/2           | Группа        | -             | Не проводился | Не проводился | Не проводился | 0 / 2  | 3-2            |
| Олимпийские игры             |       |               |               |               |       |               |               |       |               |               |               |               |               |               |        |                |
| Летняя олимпиада             | -     | Не проводился | Не проводился | Не проводился | -     | Не проводился | Не проводился | -     | Не проводился | Не проводился | Не проводился | Не проводился | 1Р            | НП            | 0 / 1  | 0-1            |

К — проигрыш в квалификационном турнире.